# جين دينتون
جين دينتون (بالإنجليزية: Jane Denton)‏ هي ممرضة وقابلة بريطانية، ولدت في 30 يونيو 1953.

## المهنة
كانت من المساهمين في تطوير أول برنامج للتلقيح الصناعي في المملكة المتحدة. وشغلت منصب مدير التمريض في مركز هالام الطبي (بالإنجليزية: Hallam Medical Centre)‏.